# 郜林
郜林（1986年2月14日—），河南郑州人，中国职业足球运动员，司职前锋，曾是中国国家队成员。

## 俱乐部生涯

### 上海申花
郜林是申花青训系统培养出的球员，与同年生的毛剑卿是长期搭档，同时也是中国联赛锋线长期受外援冲击下能有所成绩的为数不多的年轻锋线选手。
2008年联赛最后一轮，上海申花在争冠的关键一役中，非常罕见的将刚刚换上场的郜林又换下，被外界猜测为对其表现不满。此后虽然郜林在国家队表现出色并成为头号中锋，但是仍然被俱乐部挂牌，成为2009年赛季前的足坛焦点人物之一。此后曾经传出郜林试图效仿周海滨自由转会的消息，但是最终他顺利与上海申花签订了最长三年的2+1新合同，继续留在申花效力。

### 广州恒大
2010年初，郜林转会离开申花一波三折，虽然一开始已经接近与陕西浐灞正式签约，但是最终获得中国足协转会延期许可的郜林加盟了刚刚因涉假降入中甲、被恒大集团收购的广州恒大，年薪更是达到了300万。4月3日，他在和北京理工大学的中甲联赛中首次代表广州队出场，并在比赛中打进两球，最终郜林为广州队在中甲联赛上阵23场打进20球成为了中甲联赛最佳射手，郜林也是首位夺得中甲联赛最佳射手的本土球员。
2011赛季，郜林依然主要担任广州队的主力左边锋，他在联赛中出场29次，打进职业生涯顶级联赛最高的11个进球，同时也帮助广州恒大队获得建队史上的首个顶级联赛冠军。2012赛季，郜林一度陷入进球荒，直到5月15日亚足联冠军联赛广州恒大客场挑战武里喃联的比赛中，他在第49分钟射进一球，结束了自己1403分钟的进球荒，也帮助广州恒大2比1击败对手，以小组第一的成绩晋级到淘汰赛。 5月20日，郜林打进他在2012赛季的首个联赛进球，终结了936分钟联赛进球荒，帮助广州恒大在主场1比0击败青岛中能。
2015年，郜林随广州恒大队征战中超联赛，出场25次攻入13球帮助球队获得中超联赛冠军，亚冠联赛方面，郜林出场11次打入一球最终与队友一同获得第二个亚冠冠军。
2016年10月30日，郜林在征战广州恒大队的7年时间里，各项赛事中共260次并打入88球送出50助攻，成为恒大队史第一射手。

### 深圳佳兆业
曾表示希望在广州队退役的郜林，2019年因球队更新换代而失去主力位置，在2020年2月24日转投降入中甲联赛的深圳佳兆业足球俱乐部，担任队长並兼任助理教练。球队最终因另一支中超球队解散而获留在顶级联赛。

## 国家队生涯
2005年，郜林首次调入国家队，东亚四强赛首战韩国是他的第一场国际A级赛。他在这场比赛进行到第5分钟时被错误罚下。事后东亚足球协会取消了郜林的红牌。
2009年在亚洲杯预选赛中国国家队迎战越南的比赛中，开场仅1分钟郜林便打进他的第一粒国际A级赛进球，创造了本届亚洲杯预选赛最快入球纪录，最终他在这场比赛打进3球上演帽子戏法。
2010年2月10日在東亞四強賽对韩国的比赛中攻入一球，并以3-0的比分击败对手，这是中国国家男子足球队32年来首次战胜韩国队。
2012年2月22日，郜林在中国国家队和科威特的友谊赛中首次担任球队队长，他在比赛中打进一球，帮助中国队2比0击败对手。9月10日，郜林在中国0比8惨败巴西的比赛中再度担任球队队长，这也是他首次在国际A级比赛中担任球队队长。
2017年6月13日，郜林在中国国家队和叙利亚的世界杯预选赛中攻入扳平比分的点球，打破了自己国家队近三年的进球荒，但中国队在比赛最后时刻遗憾被扳平。8月31日，在中国队与乌兹别克斯坦的世界杯预选赛中，郜林再次罚入点球，帮助中国队绝杀对手。

## 轶事
郜林的儿时偶像是德国前锋尤尔根·克林斯曼，他在国家队喜欢选择18号球衣，因为18号正是克林斯曼在德国国家队的号码，他也因此被球迷称为郜林斯曼。
2005年7月31日东亚四强赛和韩国的比赛中，郜林在第一次国际比赛出场5分钟即被日本裁判西村雄一出示红牌罚下。但录像回放显示，犯规球员其实是国家队队长李玮锋。李玮锋在该场比赛后半段再次被出示红牌罚下，赛后东亚足球协会取消郜林红牌的同时，对李玮锋追加停赛两场的处罚。西村雄一在2010年世界杯的裁判专访中也提到此事，并向郜林表示歉意。
2009年7月18日热身赛对巴勒斯坦队，第88分钟，场上出现戏剧性的一幕，杨昊回传出现重大失误，他漫不经心的一次回传被巴勒斯坦队的卡塞卡什断掉，后者带球趟过中国队后卫突入禁区被杨智扑倒，主裁判范琦对杨智出示红牌将其罚下，由于换人名额已满，门将只能由郜林客串，制造点球的卡塞卡什一蹴而就。
自2010年加入广州恒大以来，郜林虽然是国内球员在前锋位置的最优人选，但其单刀把握机会能力较差和赛季进球数太低久为人所诟病。因错失单刀，射门偏离目标俗称为“打飞机”，他因而被戏称为“郜飞机”。郜林本人对此很是在意，在一次采访中声称：“虽然我知道很多人都是开玩笑，善意的调侃，但我真的非常反感这个外号。”。在2012年赛季中超联赛倒数第二场对阵辽宁宏远时，郜林在第90分钟于禁区边缘接孔卡传球立即转身射门，以1：0的比分为球队锁定胜局卫冕成功，这个精彩的入球使这个郜林在这个赛季背负了“郜飞机”的外号的压力大减。
2013年5月5日，他進球後向他的海報致意，但是有人將此致意的手勢解讀為納粹禮，引起軒然大波，因為在歐洲的足球員用這個手勢可能會面臨重罰，甚至被趕出國家隊。
2013年9月3日，郜林和王晨在深圳市福田区登记结婚。 王晨是深圳大学的新闻系毕业生，曾經參選2009年亞洲小姐。在2012年起便任职为深圳电视台体育新闻记者。2015年6月12日，两人的女儿出生。
2015年7月18日，在中超联赛第20轮客场对阵辽宁宏运的比赛中，郜林在攻入第二球后朝看台做出“打脸”的庆祝动作，以回击主场球迷对自己及妻子；赛后，由于不堪一名辽宁球迷的辱骂自己妻子，郜林将自己手上的球鞋扔向该球迷。事后，中国足协对郜林处以5场停赛处罚。

## 职业生涯统计

### 俱乐部数据
| 俱乐部表现 | 俱乐部表现 | 俱乐部表现 | 联赛 | 联赛 | 足协杯 | 足协杯 | 联赛杯 | 联赛杯 | 洲际赛事 | 洲际赛事 | 其他赛事 | 其他赛事 | 总计 | 总计 |
| 赛季       | 俱乐部     | 联赛       | 出场 | 进球 | 出场   | 进球   | 出场   | 进球   | 出场     | 进球     | 出场     | 进球     | 出场 | 进球 |
| 中国       | 中国       | 中国       | 联赛 | 联赛 | 足协杯 | 足协杯 | 超级杯 | 超级杯 | 亚冠杯   | 亚冠杯   | 其他赛事 | 其他赛事 | 总计 | 总计 |
| ---------- | ---------- | ---------- | ---- | ---- | ------ | ------ | ------ | ------ | -------- | -------- | -------- | -------- | ---- | ---- |
| 2005       | 上海申花   | 中超联赛   | 5    | 0    | 1      | 0      | 0      | 0      | -        | -        | -        | -        | 6    | 0    |
| 2006       | 上海申花   | 中超联赛   | 14   | 2    | 2      | 0      | -      | -      | 4        | 5        | -        | -        | 20   | 7    |
| 2007       | 上海申花   | 中超联赛   | 12   | 0    | -      | -      | -      | -      | 2        | 1        | 1        | 0        | 15   | 1    |
| 2008       | 上海申花   | 中超联赛   | 21   | 8    | -      | -      | -      | -      | -        | -        | -        | -        | 21   | 8    |
| 2009       | 上海申花   | 中超联赛   | 19   | 4    | -      | -      | -      | -      | 0        | 0        | -        | -        | 19   | 4    |
| 2010       | 广州恒大   | 中甲联赛   | 23   | 20   | -      | -      | -      | -      | -        | -        | -        | -        | 23   | 20   |
| 2011       | 广州恒大   | 中超联赛   | 29   | 11   | 2      | 0      | -      | -      | -        | -        | -        | -        | 31   | 11   |
| 2012       | 广州恒大   | 中超联赛   | 24   | 6    | 3      | 0      | -      | -      | 9        | 2        | 1        | 0        | 37   | 8    |
| 2013       | 广州恒大   | 中超联赛   | 28   | 8    | 5      | 1      | -      | -      | 13       | 3        | 4        | 0        | 50   | 12   |
| 2014       | 广州恒大   | 中超联赛   | 28   | 8    | 2      | 0      | -      | -      | 8        | 3        | 0        | 0        | 38   | 11   |
| 2015       | 广州恒大   | 中超联赛   | 25   | 13   | 0      | 0      | -      | -      | 11       | 1        | 4        | 0        | 40   | 14   |
| 2016       | 广州恒大   | 中超联赛   | 28   | 7    | 7      | 3      | -      | -      | 6        | 2        | 0        | 0        | 41   | 12   |
| 2017       | 广州恒大   | 中超联赛   | 29   | 9    | 4      | 3      | -      | -      | 10       | 0        | 1        | 0        | 44   | 12   |
| 总计       | 总计       | 总计       | 285  | 96   | 26     | 7      | 0      | 0      | 63       | 17       | 11       | 0        | 385  | 120  |

* 其他赛事 包括 A3联赛、中国超级杯和世俱杯。

### 国家队进球
- 仅列出国际A级比赛进球

| 时间                               | 地点     | 对手     | 比分 | 赛事                 | 进球(累计) |
| ---------------------------------- | -------- | -------- | ---- | -------------------- | ---------- |
| 2009年1月21日                      | 杭 州    | 越南     | 6-1  | 2011年亞洲盃外圍賽   | 3( 3)      |
| 2009年6月1日                       | 秦皇岛   | 伊朗     | 1-0  | 友谊赛               | 1( 4)      |
| 2009年7月18日                      | 天 津    | 巴勒斯坦 | 3-1  | 友谊赛               | 1( 5)      |
| 2009年9月30日                      | 呼和浩特 |          | 4-1  | 友谊赛               | 1( 6)      |
| 2010年2月10日                      | 东 京    |          | 3-0  | 2010年東亞足球錦標賽 | 1( 7)      |
| 2010年9月7日                       | 南 京    | 巴拉圭   | 1-1  | 友谊赛               | 1( 8)      |
| 2011年3月26日                      | 圣何塞   |          | 2-2  | 友谊赛               | 2(10)      |
| 2011年6月5日                       | 昆 明    |          | 1-0  | 友谊赛               | 1(11)      |
| 2011年6月8日                       | 贵 阳    |          | 2-0  | 友谊赛               | 1(12)      |
| 2011年10月6日                      | 深 圳    | 阿联酋   | 2-1  | 友谊赛               | 1(13)      |
| 2012年2月22日                      | 长 沙    | 科威特   | 2-0  | 友谊赛               | ——1        |
| 2012年6月8日                       | 武 汉    | 越南     | 3-0  | 友谊赛               | 2(15)      |
| 2012年8月15日                      | 西 安    |          | 1-1  | 友谊赛               | 1(16)      |
| 2014年6月29日                      | 深 圳    |          | 1-3  | 友谊赛               | 1(17)      |
| 2014年9月9日                       | 哈尔滨   | 约旦     | 1-1  | 友谊赛               | 1(18)      |
| 2017年6月13日                      | 马六甲   | 叙利亚   | 2-2  | 2018年世界杯预选赛   | 1(19)      |
| 2017年8月31日                      | 武 汉    |          | 1-0  | 2018年世界杯预选赛   | 1(20)      |
| 注1 ：与科威特的比赛未被FIFA收录。 |          |          |      |                      |            |

## 荣誉

### 俱乐部

#### 上海申花
- A3冠军杯：2007

#### 广州恒大
- 亚足联冠军联赛：2013、2015
- 中国足球超级联赛：2011、2012、2013、2014、2015、2016、2017、2019
- 中国足球甲级联赛：2010
- 中国足协杯：2012、2016
- 中国足球协会超级杯：2012、2016、2017

### 个人
- 中国足球超级联赛最佳阵容：2012、2016、2017
- 中国足球甲级联赛最佳射手：2010